# Мухоловка білошия
Мухоло́вка білоши́я (Ficedula albicollis) — невеликий птах із родини мухоловкових. В Україні гніздовий, перелітний вид.

## Опис

### Морфологічні ознаки

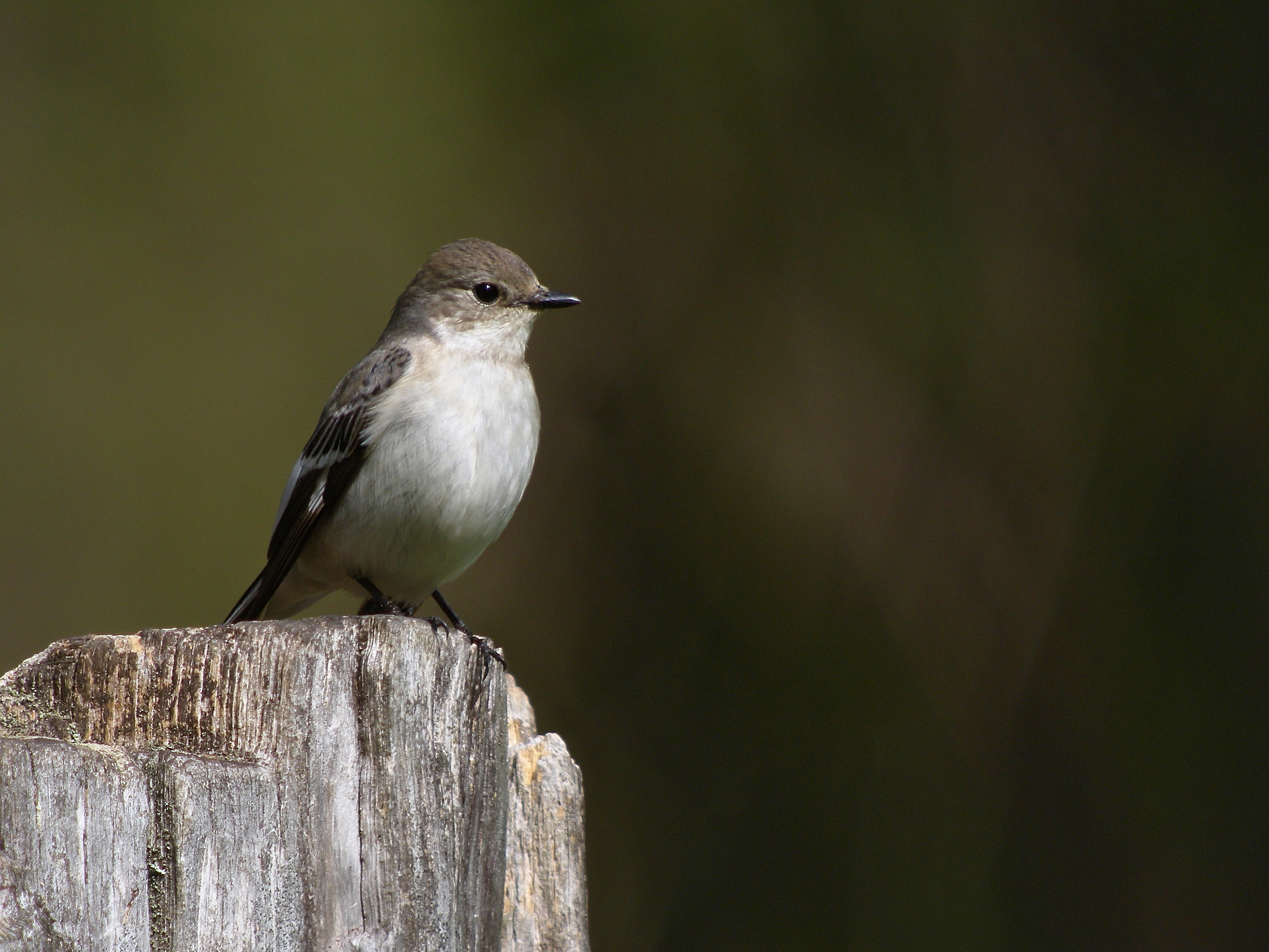
Самка

Маса тіла 9-15 г, довжина тіла близько 13 см. У шлюбному вбранні дорослий самець зверху чорний; лоб і задня частина шиї білі; поперек білуватий; низ білий; на покривних перах другорядних махових і на третьорядних махових перах широка біла смуга; махові пера чорно-бурі, по основі першорядних махових пер проходить широка біла смуга; хвіст чорний, на основі крайніх стернових пер невеликі білі плями; дзьоб і ноги чорні. Доросла самка сірувато-бура; низ білуватий; білі смуги на крилах вузькі; поперек сіруватий; білої плями на лобі нема. Молодий птах зверху сірувато-бурий, з вохристими плямами; пера горла, вола і грудей вохристі, з темно-бурою верхівковою облямівкою; черево білувате; смуги на крилах вохристі.
Мухоловка кавказька, яка трапляється в Криму, раніше вважалась підвидом мухоловки білошиєї (F. a. semitorquata). У неї задня частина шиї чорна; на лобі невелика біла пляма; на трьох крайніх парах стернових пер білий колір охоплює значну частину їх основи; у позашлюбному оперенні чорний колір змінюється на чорнувато-сірий
Дорослий самець білошиєї мухоловки від дорослого самця строкатої мухоловки відрізняється  ширшими білими смугами на крилі і білою верхньою частиною бічних стернових пер; доросла самка та молодий птах від дорослої самки та молодого молодої строкатої мухоловки відрізнити у польових умовах майже неможливо.

### Звуки
Пісня нагадує пісню строкатої мухоловки, але мелодійніша повільніша і ніжніша. Поклик — тихе неголосне «гіп» або «ігп».

## Поширення
Мухоловка білошия мешкає у Східній Європі і північній Азії. Зокрема, зустрічається на північному заході та півдні Італії, в південній Німеччині, Швейцарії, Швеції, Австрії, Чехії, у Східній Європі, в балтіській частині Росії, в Латвії, Україні і на заході Франції. В Азії зустрічається на півдні Росії, в Казахстані й Азербайджані.
В Україні гніздиться в лісовій і лісостеповій смугах, а також на більшій частині степової смуги; мігрує на всій території.
У серпні—вересні мігрують на зимівлю в Центральну і Південну Африку, звідки вертаються на місця гніздування у другій половині квітня — в травні.

## Таксономія
Мухоловка білошия є самостійним видом, проте відомі випадки успішної гібридизації з мухоловкою строкатою. Вид мухоловка білошия включає два підвиди: Ficedula albicollis albicollis, Ficedula albicollis semitorquata.

## Чисельність
Чисельність в Європі оцінена в 1,4—2,4 млн пар, в Україні гніздиться найбільша популяція в Європі — 580–700 тис. пар. Спостерігається слабке збільшення чисельності виду.

## Гніздування

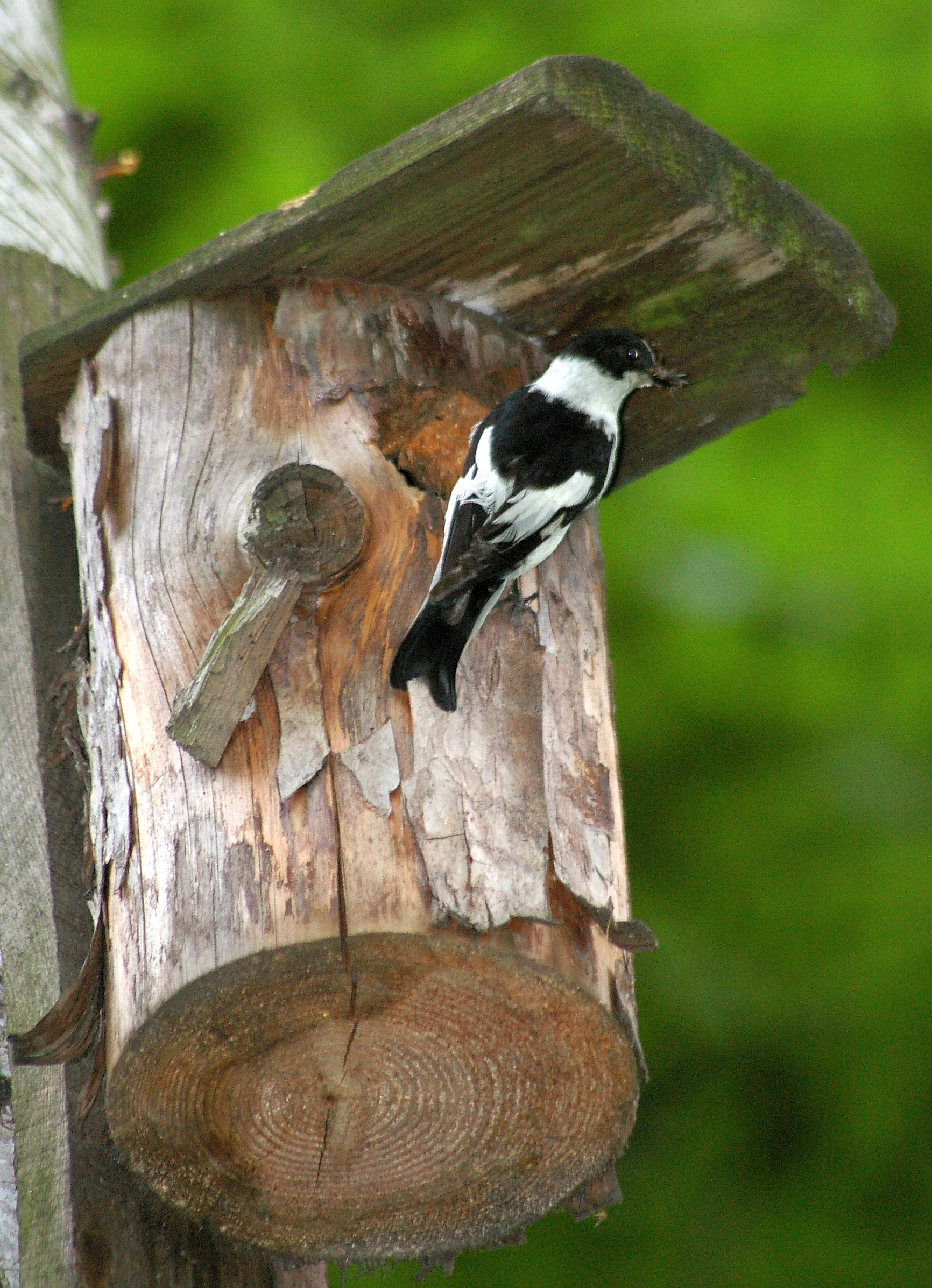
Самець біля дуплянки

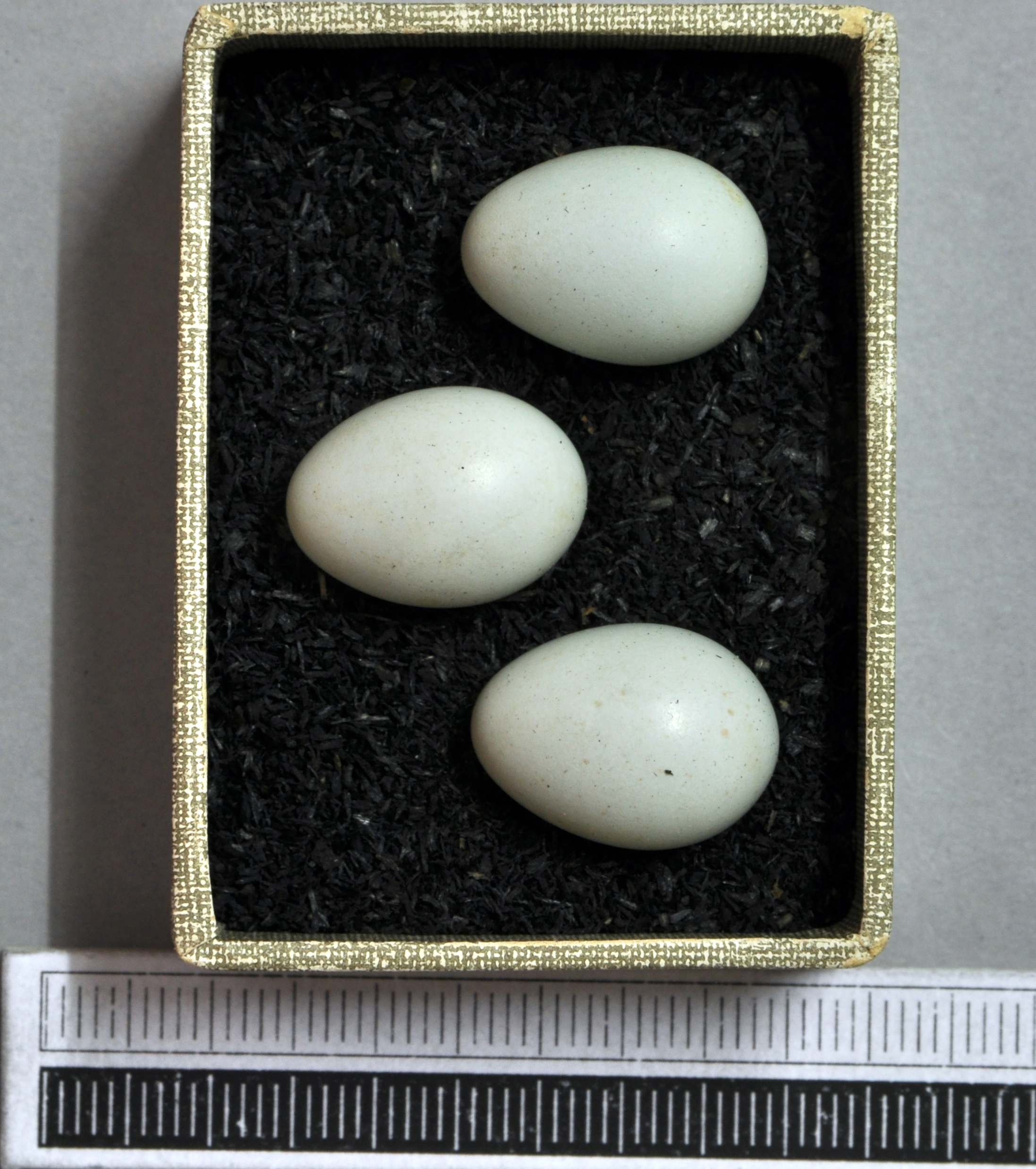
Кладка в музейній колекції

Населяє високостовбурові листяні, рідше мішані хвойно-листяні ліси. Віддає перевагу широколистяним деревостанам: дубово-грабовим і дубово-вільховим, а також дібровам із домішками різноманітних широколистяних порід — ясена, в'яза, клена, осики. Іноді трапляється в сосново-дубових лісах. Гніздиться також у культурному ландшафті — в парках, садах. Обирає ділянки лісу з добре розвиненим підліском поблизу від галявин, лісових доріг, узлісся та інших освітлених місць. Нерідко тримається лісових ярів.
Гніздиться окремими парами, хоча в оптимальних місцях існування (грабові діброви) може утворювати невеликі скупчення, де гнізда інколи розташовуються на відстані 20-25 м одне від одного (у ряді випадків два близько розташованих гнізда «обслуговує» один самець, тобто спостерігається полігамія).
Гніздо завжди влаштовує в дуплі, використовуючи для цієї мети різноманітні природні порожнини в стовбурах дерев і пеньків. Висота гніздування зазвичай не перевищує 2-3 м, інколи досягає 5 м і більше. Саме гніздо складається із сухого листя дерев, стебел трави, лика; лоток — із різного рослинного матеріалу, тонких луб'яних волокон, невеликої кількості шерсті звірів.
У повній кладці зазвичай 5-7 яєць. Середній розмін яєць 17,88×13,45 мм. Вони блідо-блакитні, практично не відрізняються від яєць мухоловки строкатої. До відкладання яєць приступають протягом травня — початку червня. Насиджування триває 12-13 діб.

## Живлення
Мухоловка білошия полює переважно на комах, а також павуків та інших безхребетних; рідше споживає ягоди. Полює переважно на льоту, серед крон дерев.

## Охорона
Перебуває під охороною Бернської конвенції.